# Gurabo (Puerto Rico)
Gurabo es un municipio situado en la región centro septentrional de la isla del Estado Libre Asociado de Puerto Rico. Limita al norte con el Municipio de Trujillo Alto, al este con Carolina y Juncos, al sur con San Lorenzo y al oeste con Caguas, del cual lo separa el Río Grande de Loíza. Antiguamente Gurabo era un barrio de Caguas.

## Nombre y fundación
Gurabo es conocido como "El Pueblo de las Escaleras", fue fundado el 28 de noviembre de 1814. El nombre de Gurabo significa voz taína y hay una teoría de que el nombre proviene del Río Cayarabón que era también llamado Burabo. La historia de Gurabo se remonta a cuando este municipio pertenecía al llamado Hato Grande de San Sebastián que alcanzaba todo el valle de Caguas. El 17 de noviembre de 1812, unos 168 vecinos de Gurabo promovieron la fundación del pueblo y su parroquia y el 28 de noviembre se obtiene el poder para fundar el pueblo.

## Historia
La historia gurabeña empieza desde los años 1600, cuando era un barrio de Caguas. En ese entonces, se conocía como Burabo ó Turabo. Para los 1700, problemas de índole comunicativos, médicos y económicos atacaban la población de la zona de Burabo; viajar al centro cagüeño para ayuda monetaria y médica no era sencillo y tomaba horas. Esto llevó a que los vecinos de Burabo buscaran mayor autonomía local.
Tardaría, empero, para que Gurabo se constituyera separado de Caguas. El movimiento de separación se concretó en una junta en 1812, donde las 168 familias de Gurabo decidieron que Luis del Carmen Echevarría los guiara a una independencia autónoma, por el alto número de población de Burabo.
En 1815, Gurabo convirtióse en municipio. En 1822, la primera iglesia Católica, en honor a San José, fue erigida. En 1903, la 1ª Iglesia Bautista abrió sus puertas en Gurabo.
Gurabo es conocido por sus famosas escaleras. Localizadas en el centro del pueblo, las escaleras miden 20 pisos de altura y son pintadas en colores vivos. Cruzan zonas importantes en Gurabo.
El municipio ha tenido un gran crecimiento poblacional en los últimos dos decenios del siglo XX y en lo que va de siglo XXI, con población que en los 1980 estuvo en los 18 000 habitantes, hoy tiene cerca de 40.000 habitantes, siendo uno de los municipios de mayor crecimiento poblacional en la isla.
En el 2006 su apariencia física ha mejorado considerablemente en el área del pueblo y en las carreteras del municipio. Su economía, de paso sea, ha quedado mayormente en las afueras del municipio, hacia la zona este.
Además, el continuo desparramamiento y expansión del área metropolitana (San Juan y municipios limítrofes) han impactado social y económicamente a este municipio, el cual gradualmente se ha convertido en un suburbio más de San Juan, con nuevas urbanizaciones donde la mayoría de sus residentes no trabajan en Gurabo, sino en el área metropolitana.

## Datos generales
- Población: 45 369 (censo 2010)
- Barrios: Se divide en los siguientes barrios:
- Celada
- Gurabo Pueblo
- Hato Nuevo
- Jaguar
- Jaguas
- Mamey
- Masa
- Navarro
- Quebrada Infierno
- Rincón

- Bandera: bandada el ata de 11 franjas, 6 verdes y 5 amarillas, alternadas, las últimas con el borde superior dentado en forma de escalera en la cual cada peldaño mide dos unidades de alto por tres de ancho. La bandera lleva los principales esmaltes del escudo municipal, verde y oro, representado el metal, en este caso, por el color amarillo y su diseño alude a las 5 escalinatas características del perfil urbano de la población.

- Escudo: en campo de sinople una cruz patriarcal ensanchada, de oro, su brazo vertical acostado en punta de dos escusones de plata, el de la diestra cargado de una flor de lis de azur y el de la siniestra de un tarrón de azur del que salen, tres azucenas, sobre sus tallos, al natural. Por timbre, corona mural de oro de tres torres, mamposteada de sable y adjurada de sinople.

- Simbolismo: la cruz patriarcal representa al patriarca San José, patrón de Gurabo, y está tomada del sello que usaba la Alcaldía Municipal de la población para mediados del siglo pasado. En dicho sello y sobre la figura del Cordero Pascual, emblemática de Puerto Rico, que traían entonces todos los sellos municipales del país, excepción hecha por el de Ponce, aparece la cruz patriarcal, con la que evidentemente, se quiso particularizar a Gurabo.

Los escusones o pequeños escudos a los lados de la cruz simbolizan, el de la derecha el nombre de pila del fundador de Gurabo, don Luis de Carmen Echevarría y el de la izquierda su lugar natal de Zaira, en Extremadura, España. El nombre de Luis esta íntimamente relacionado en la historia y en la heráldica y por su misma fonética, con el de la flor de lis, que aparece en el escudo real de varios países y el primer cuartel de blasón de la villa de Zafra trae, en campo de plata, un jarrón azul del que salen, son sus tallos, tres azucenas. De esta manera quedan representados en el escudo de Gurabo, junto a la insignia del Santo Patrón, el nombre personal del pueblo natal de su fundador. La corona mural es timbre de blasones de ciudades, villas y pueblos. De acuerdo a la norma seguida con la creación de los escudos municipales de Puerto Rico, a Gurabo corresponde, por su condición de pueblo, una corona de tres torres.

## Topografía
Presenta estribaciones menores de la Sierra de Luquillo y llanos del valle interior de Caguas. De norte a nordeste se encuentra la cuchilla de Hato Nuevo, donde está el Cerro La Silla 367 metros (1203 pies) de altura. Al centro y al oeste sus tierras son llanas y fértiles.

## Hidrografía
El Río Gurabo, que nace en el pico El Toro de la Sierra de Luquillo, lo atraviesa de este a oeste. El Río Grande de Loíza le sirve de límite con Caguas. Quebradas: Moria Luta, Quebrada Grande, Infierno y Maracuta.

## Economía y recursos naturales
Se basa en las industrias farmacéuticas, electrónicas, manufacturas y textiles. Cuenta con un gran desarrollo de ganado bovino y porcino. Recientemente se ha integrado a la actividad turística con un hermoso parador. Cultivos de frutos menores, caña de azúcar y algo de tabaco. Posee pequeños cuerpos de hierro.

## Geografía y clima

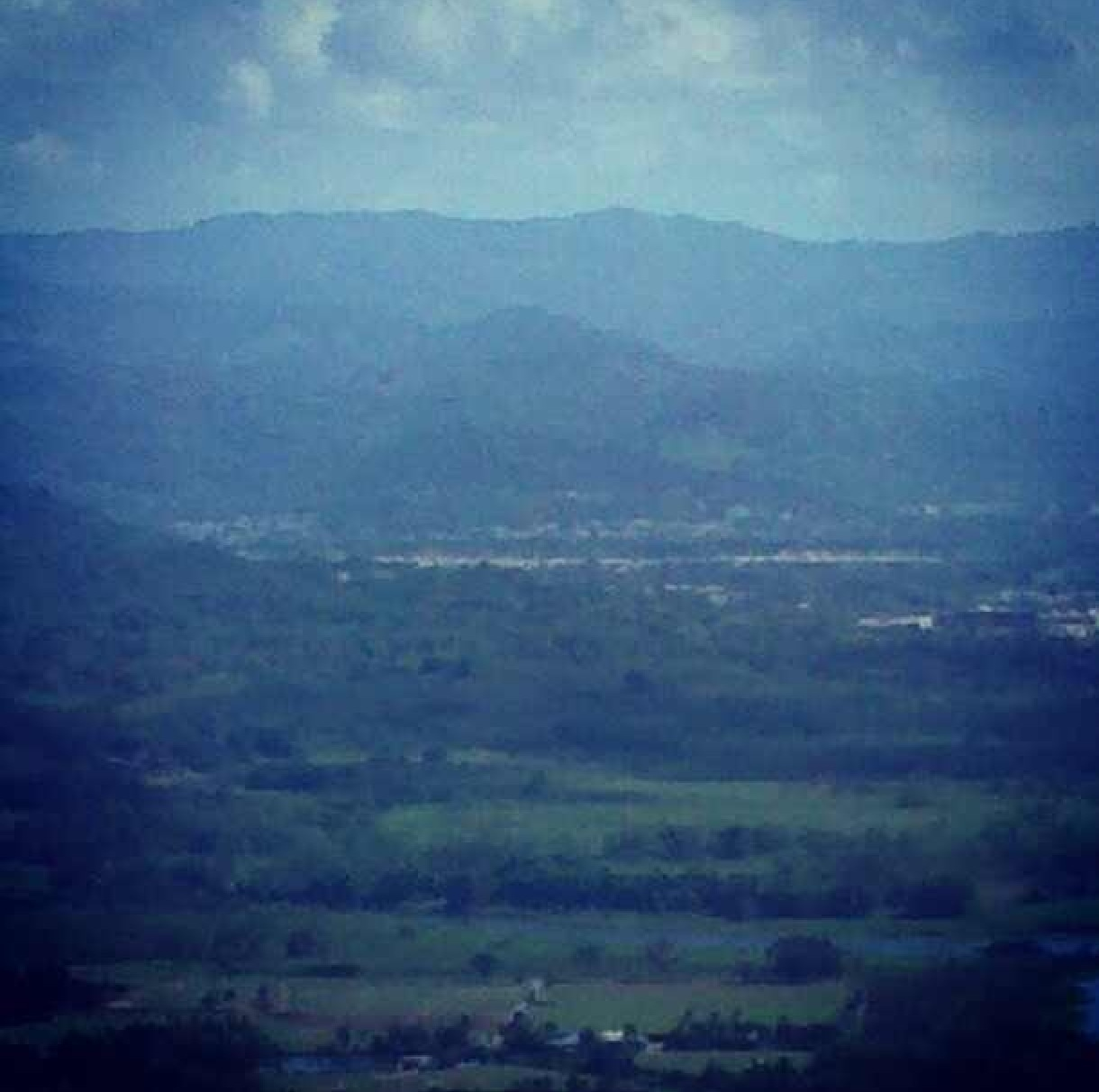
Gurabo, Puerto Rico.

### Geografía
Gurabo está localizado en el Centroeste; al sur de San Lorenzo, al norte de Trujillo Alto, al oeste de Caguas y al este de Carolina y Juncos.

### Clima
| Parámetros climáticos promedio de Gurabo (1981–2010)                                                  | Parámetros climáticos promedio de Gurabo (1981–2010) | Parámetros climáticos promedio de Gurabo (1981–2010) | Parámetros climáticos promedio de Gurabo (1981–2010) | Parámetros climáticos promedio de Gurabo (1981–2010) | Parámetros climáticos promedio de Gurabo (1981–2010) | Parámetros climáticos promedio de Gurabo (1981–2010) | Parámetros climáticos promedio de Gurabo (1981–2010) | Parámetros climáticos promedio de Gurabo (1981–2010) | Parámetros climáticos promedio de Gurabo (1981–2010) | Parámetros climáticos promedio de Gurabo (1981–2010) | Parámetros climáticos promedio de Gurabo (1981–2010) | Parámetros climáticos promedio de Gurabo (1981–2010) | Parámetros climáticos promedio de Gurabo (1981–2010) |
| Mes                                                                                                   | Ene.                                                 | Feb.                                                 | Mar.                                                 | Abr.                                                 | May.                                                 | Jun.                                                 | Jul.                                                 | Ago.                                                 | Sep.                                                 | Oct.                                                 | Nov.                                                 | Dic.                                                 | Anual                                                |
| --- | ---------------------------------------------------- | ---------------------------------------------------- | ---------------------------------------------------- | ---------------------------------------------------- | ---------------------------------------------------- | ---------------------------------------------------- | ---------------------------------------------------- | ---------------------------------------------------- | ---------------------------------------------------- | ---------------------------------------------------- | ---------------------------------------------------- | ---------------------------------------------------- | ---------------------------------------------------- |
| Temp. máx. abs. (°C)                                                                                  | 38.3                                                 | 33.9                                                 | 37.2                                                 | 37.2                                                 | 36.1                                                 | 35.6                                                 | 35.6                                                 | 36.1                                                 | 37.2                                                 | 35.6                                                 | 36.7                                                 | 35                                                   | 38.3                                                 |
| Temp. máx. media (°C)                                                                                 | 29.2                                                 | 29.2                                                 | 29.9                                                 | 30.7                                                 | 31.3                                                 | 32.1                                                 | 32.2                                                 | 32.5                                                 | 32.3                                                 | 31.9                                                 | 30.8                                                 | 29.5                                                 | 30.9                                                 |
| Temp. mín. media (°C)                                                                                 | 17.2                                                 | 17.1                                                 | 17.7                                                 | 19.1                                                 | 21                                                   | 21.8                                                 | 21.7                                                 | 21.8                                                 | 21.6                                                 | 21                                                   | 19.9                                                 | 18.3                                                 | 19.9                                                 |
| Temp. mín. abs. (°C)                                                                                  | 7.2                                                  | 7.2                                                  | 6.1                                                  | 10.6                                                 | 11.7                                                 | 15                                                   | 10.6                                                 | 12.2                                                 | 14.4                                                 | 12.8                                                 | 11.7                                                 | 10                                                   | 6.1                                                  |
| Precipitación total (mm)                                                                              | 90.7                                                 | 68.8                                                 | 80.5                                                 | 108                                                  | 146.3                                                | 113.5                                                | 147.3                                                | 187.2                                                | 215.6                                                | 186.9                                                | 181.9                                                | 125.7                                                | 1652.5                                               |
| Fuente n.º 1: National Weather Service (NWS)—- National Oceanic and Atmospheric Administration (NOAA) |                                                      |                                                      |                                                      |                                                      |                                                      |                                                      |                                                      |                                                      |                                                      |                                                      |                                                      |                                                      |                                                      |
| Fuente n.º 2: The Southeast Regional Climate Center (SERCC)                                           |                                                      |                                                      |                                                      |                                                      |                                                      |                                                      |                                                      |                                                      |                                                      |                                                      |                                                      |                                                      |                                                      |

La temperatura máxima promedio es de 87,7 grados Fahrenheit (30,9 °C), la mínima es de 67,8 grados Fahrenheit (19,9 °C) y lluvia promedio anual es de 65,06 pulgadas cúbicas (1 066,14 ml). Los meses con más días con temperaturas superiores a los 90 grados Fahrenheit (32 °C) son mayo, junio, julio, agosto, septiembre y octubre.
La temperatura máxima absoluta (récord de calor) es de 101 grados Fahrenheit (38,3 °C), registro establecido el 17 de enero de 2010; mientras que la temperatura mínima absoluta (récord de frío) es de 43 grados Fahrenheit (6,1 °C), dicha temperatura fue registrada el 4 de marzo de 1996.

## Industrias predominantes
Manofactura (metal, papel, plásticos, químicos, farmacéuticos, textiles, equipos eléctricos y electrónicos, maquinaria eléctrica) y agricultura y ganadería.

## Educación
La educación está dividida por niveles, como el sistema educativo de los Estados Unidos. El nivel elemental está compuesto por los grados desde parvulario hasta sexto grado. El nivel intermedio está compuesto desde el séptimo grado hasta el noveno grado. El nivel superior está compuesto por el décimo grado hasta el duodécimo grado. El nivel universitario que otorga los grados de Grado Asociado, Bachillerato, Maestría y Doctorado. En el nivel post-graduado no universitario se encuentran las instituciones creadas con el propóposito de ofrecer la educación primaria, secundaria o vocacional a personas que no han podido estudiar y desean superarse.
Las escuelas pertenecientes al sistema de Educación Pública del Municipio de Gurabo son:
| Escuela                   | Nivel          |
| ------------------------- | -------------- |
| Celada                    | Elemental      |
| Centro Pre-vocacional     | Intermedio     |
| Dra. Conchita Cuevas      | Superior       |
| Hato Nuevo                | Elemental      |
| Jaguas                    | Elemental      |
| Luis Muñoz Rivera         | Elemental      |
| Margarita Rivera De Janer | Elemental      |
| Matias González García    | Intermedio     |
| Maximina Méndez           | Intermedio     |
| SU Josefina Sitiriche     | Segunda Unidad |
| SU Vidal Serrano          | Segunda Unidad |
| Villa Marina              | Elemental      |

## Eventos
- Fiestas Patronales de San José - Marzo

- Festival del Mapeyé - Octubre

- Festival del Jodio

- Festival de la Juventud

- Festival del Huerto Casero
- Fiesta de la Calle y de la Cultura Puertorriqueña, Fundada por Gabriel Guzmán García.

## Lugares de interés
- Centro de Exposición

- Hacienda Mirador

- Lago Carraizo

- Museo Universidad del Turabo

- Parque Cofresí

- Hacienda El Bosque

- Hacienda El Josco

- Extensión Agrícola

## Bandas de marcha
Gurabo tiene dos bandas de marcha: la Banda Municipal de Gurabo (BMG) y la Banda Escolar de Gurabo (BEG). Ambas son orgullo del pueblo de las escaleras Gurabo. Van representando al pueblo de Gurabo nacionalmente, continentalmente y hasta mundialmente. Ambas van por todo Puerto Rico y han viajado a los Estados Unidos a tocar en grandes paradas como la Parada de Macy's, Parada puertorriqueña de Orlando, Nueva York, competencias en Disney, entre muchas paradas y competencias. Ambas han traído una cantidad de trofeos al pueblo de Gurabo, de esos por competir y ganar en grandes competencias de Puerto Rico como los son "La Copa Nacional de bandas de Puerto Rico (Máximo Ganador," "Copa Plaza del Caribe," "Festival Internacional de Yauco," "Carnaval de Ponce," "Super Band Contest 2011 (tercer lugar)," entre otros. El uniforme de la Banda Municipal de Gurabo llevan el color oficial del municipio verde, dorado y blanco. Y el uniforme de la Banda Escolar de Gurabo lleva colores simbólicos por su gran trabajo que lucharon por él. Son violeta, plateado y blanco. Gurabo tiene la mejor percusión de Puerto Rico (BEG 2010) ya que como antes compitieron con todas las percusiones de Puerto Rico y Gurabo arrazo en los premios llevándose diez trofeos de trece entre ellos se llevaron la Copa de Ganador. Entre ellas la Banda Escolar de Gurabo es conocida como "La Banda de Excelencia, Musical y en General" y la Banda Municipal de Gurabo está entre las mejores bandas junto con la Banda Escolar de Gurabo.

## Alcaldes
- 1812 Luis del Carmen Echevarría

- 1816 José Francisco Díaz

- 1818 Antonio Monserrate Maldonado

- 1820 Pedro Jiménez

- 1821 Benedicto Dávila, José Francisco Dávila

- 1822 Juan Pedro Díaz

- 1823 Luis del Carmen Echevarría

- 1825 José Francisco Díaz

- 1826 Luis del Carmen Echevarría

- 1827 Inocencio Oballes, José Francisco Díaz

- 1828 Facundo

- 1833 Luis del Carmen Echevarría

- 1840 Ramón Antonio Villafane

- 1841 José Francisco Díaz

- 1842 Alejandro Dávila José

- 1845 Miguel López

- 1848 Domingo Angiada

- 1849 José M. Guerra, Joaquín María González

- 1851 José Llorens

- 1855 Manuel Celerino, Eduardo Escalona

- 1856 Francisco Caymari, José Muñoz

- 1866 José M. Lago

- 1870 Joaquín Dapena

- 1871 Manuel Boscana Guillermet, Patricio Pérez

- 1872 Joaquín M. González

- 1873 Pedro Morales, José Llorens

- 1874 Isidoro Dávila, Matías González

- 1876 Lorenzo Casta, Isidoro Dávila

- 1878 Lorenzo Casta, Jaime Sola

- 1886 Esteban García

- 1887 José A. Jiménez

- 1891 Juan Suro, Blas Maldonado

- 1892 José Jiménez

- 1893 José Vilar Samper, Pedro J. Díaz

- 1896 Luis Salas, Matías González

- 1897 Celestino Morales

- 1898 Gregorio Rivera

- 1899 Celestino Morales

- 1909 Santiago Morales

- 1915 Ramón González Nieves

- 1916 Porfirio Díaz

- 1924 Odilio Díaz

- 1928 Francisco Rodríguez

- 1932 Natividad Díaz

- 1937 José Casellas

- 1941 Miguel González

- 1945 Arturo Carrión

- 1951 Jaime Serrano

- 1972 Ulises Díaz

- 1980 Ramón García

- 1992 - 2000 Víctor Rivera Acevedo

- 2000 - 2004 José A. Rivera

- 2004 - 2017 Víctor Manuel Ortiz Díaz

- Abril 2017 - presente Rosachely Rivera Santana

## Personajes destacados
- Matías González García, escritor además de los cantantes de música urbana R.K.M & KEN-Y y Don Ángel  Viera Martínez.